# Zahari Stoyanov
Zahari Stoyanov (en bulgare : Джендо Стоянов Джедев), né en 1850 à Medven, près de Sliven (Empire ottoman) et mort le 2 septembre 1889 à Paris (France), est un révolutionnaire, écrivain et historien bulgare. 

## Biographie

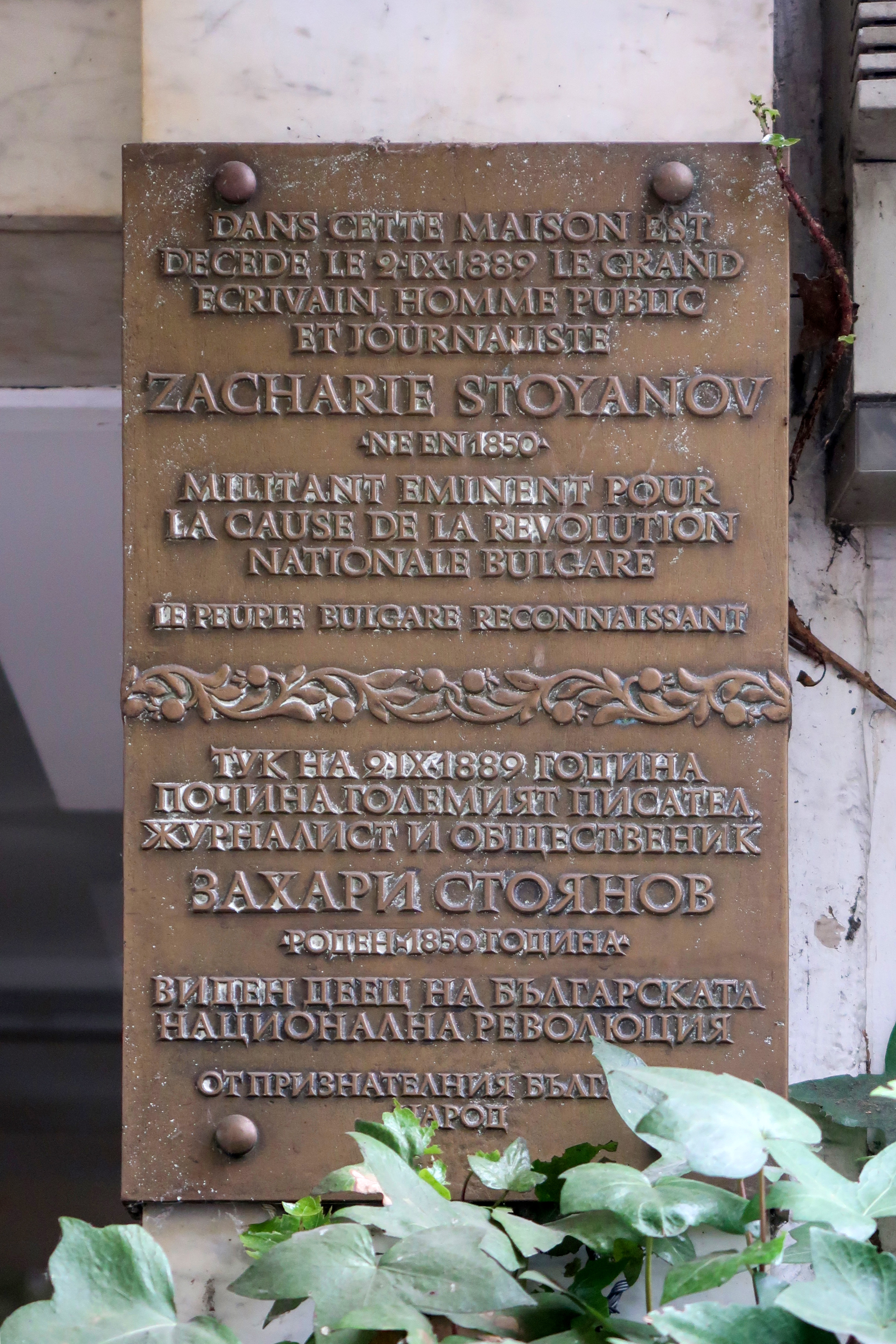
Plaque au no 31 boulevard Saint-Michel (Paris), où il est mort.

Il participe à l'insurrection d'avril 1876 et en devient le premier historien, en écrivant Memoirs of the Bulgarian Uprisings. Il mène l'unification de la Bulgarie et de la Roumélie orientale en 1885 et fut l'un des dirigeants du Parti libéral populaire (Bulgarie) (en) jusqu'à la fin de sa vie.
Il décède à Paris, 39, boulevard Saint-Michel.

## Sources
- (en) Cet article est partiellement ou en totalité issu de l’article de Wikipédia en anglais intitulé « Zahari Stoyanov » (voir la liste des auteurs).